# Адис Абеба
Адис Абеба (амх. አዲስ ፡ አበባ − „нови цвет“) је главни и највећи град Етиопије. У граду званично живи 2.739.551 становника, према попису из 2007. године. Међутим, годишња стопа раста износи 3,8%, те се претпоставља да је тај број умногоме потцењен, са одступањем од око 650.000 становника.
Као град-држава, Адис Абеба ужива статус и града, и државе. То је место оснивања и некада редовног заседања Организације афричког јединства, а данас међународне организације Афричке уније. Такође, у Адис Абеби је седиште Економске комисије Уједињених нација за Африку и бројних других међународних организација. Самим тим, Адис Абеба се често назива политичка престоница Африке, како због историјског, тако дипломатског и политичког значаја Африке.
Град је насељен људима из различитих делова Етиопије. Једна од већих знаменитости је и Универзитет у Адис Абеби.

## Географија
Налази се у центру земље, на висоравни између 2.300 и 2.600 метра надморске висине, што је чини највишим афричким главним градом и трећим у свету. Простире се на 530 km². у граду влада тропска сува клима. За разлику од Џибутија на истоку и Судана на западу Адис Абеба има релативно пријатну температуру током целе године захваљујући својој надморској висини. Кишна сезона траје од јуна до септембра. Град лежи у подножју планине Ентото и чини део вододелнице за Аваш. Од своје најниже тачке, око међународног аеродрома Боле, на 2.326 метара) надморске висине на јужној периферији, Адис Абеба се уздиже на преко 3.000 метара у планинама Ентото на северу.

### Административна подела
Град је подељен на 10 општина, које се називају подградови и 99 округа. 10 подградова су:
| Број | Подград          | Површина (km2) | Популација | Густина  | Карта |
| ---- | ---------------- | -------------- | ---------- | -------- | ----- |
| 1    | Адис Кетема      | 7.41           | 271,644    | 36,659.1 |       |
| 2    | Акаки Калити     | 118.08         | 195,273    | 1,653.7  |       |
| 3    | Арада            | 9.91           | 225,999    | 23,000   |       |
| 4    | Боле             | 122.08         | 328,900    | 2,694.1  |       |
| 5    | Гулеле           | 30.18          | 284,865    | 9,438.9  |       |
| 6    | Киркос           | 14.62          | 235,441    | 16,104   |       |
| 7    | Колфе Керанио    | 61.25          | 546,219    | 7,448.5  |       |
| 8    | Лидета           | 9.18           | 214,769    | 23,000   |       |
| 9    | Нифал Силк-Лафто | 68.30          | 335,740    | 4,915.7  |       |
| 10   | Јека (град)      | 85.46          | 337,575    | 3950.1   |       |

## Историја
Град је основао Менелик II 1886. године. У мају 1936. италијанске трупе су окупирале Адис Абебу током Другог италијанско-абисинског рата, који је постао главни град Италијанске источне Африке. Град је ослобођен маја 1941. Од 1963. у Адис Абеби се налази седиште Организације афричког јединства, која је распуштена 2002. и на њеном месту је створена Афричка унија.

## Становништво
У Адис Абеби живи 80 различитих народа који говоре 80 језика. Најбројнији народи су Амхара (48,3%), Оромо (19,2%), Гураге (19,5%) и Тигре (7,5%), док остали народи чине 7,4% становништва. Православци чине 82% становништва, муслимани 12,7%, протестанти 3,9%, католици 0,8%, а преосталих 0,8% чине остале религије (хиндуисти, јевреји, бахаисти, Јеховини сведоци, агностици и други).

## Привреда
У Адис Абеби је највише развијена текстилна, прехрамбена и хемијска индустрија, али се производе и производи од дрвета, пластике, обућа и томе слично. Водеће националне новине се такође штампају у граду, где је сконцентрисана и већина услужних делатности. Банкарство као и осигуравајуће куће се, такође, налазе у Адис Абеби.

### Саобраћај
Адис Абеба представља средиште националне транспортне мреже. Постоји неколико путева који повезују Адис Абебу са другим већим градовима у Етиопији. У септембру 2015. године је пуштена у рад и прва трамвајска линија у овој престоници. Такође, постоји и железничка пруга која саобраћа до Џибутија. У граду се налази и међународни аеродром Боле.

## Знаменитости
Неке од знаменитости града су: Национални музеј у коме се чува 3,2 милиона стар скелет хоминида званог „Луси“, Национална библиотека, Етнолошки музеј који се налази у бившој палати, Музеј железнице, Музеј поште, катедрала Свети Ђорђе у којој су крунисани Заудита и Хајле Селасије, црква Свето Тројство у којој је сахрањен цар Хајле Селасије, палата цара Менелика у којој се налази седиште владе, палата цара Хајла Селасија која служи као резиденција председника, позориште Хагер Фикир које је прво позориште изграђено у Етиопији.
Дана 6. фебруара 2005. у Адис Абеби је одржан концерт у част шездесет година од рођења Боба Марлија на коме је присуствовало око 300.000 особа из целог света.

## Партнерски градови
- Лајпциг
- Пекинг
- Chuncheon
- Стокхолм
- Картум
- Биршеба
- Нетанја
- Тел Авив
- Јоханезбург
- Вашингтон
- Сан Франциско
- Чунгкинг
- Каунас
- Гај

## Галерија
- Поглед са балкона
- Хотел Шератон Адис
- Хотел Шератон Адис
- Центар Адис Абебе
- Черчилова пут − главна улица у Адис Абеби
- Адис Абеба из птичје перспективе
- Гужва у центру престонице
- Плави таксији, карактеристични за овај град
- Катедрала св. Ђорђа
- Таиту хотел
- Стадион у Адис Абеби
- Национални музеј Етиопије
- Универзитет у Адис Абеби
- Гулеле, четврт у Адис Абеби
- Сателитски снимак града.